# Гордеев, Алексей Васильевич
Алексе́й Васи́льевич Горде́ев (род. 28 февраля 1955, Франкфурт-на-Одере, ГДР) — российский государственный и политический деятель. Депутат Государственной думы Федерального собрания Российской Федерации VII созыва с 12 февраля 2020. Заместитель председателя Государственной думы Федерального собрания Российской Федерации с 13 февраля 2020. Председатель общественного совета федерального партийного проекта Единой России «Чистая страна». Член Высшего совета партии Единая Россия.
Заместитель председателя правительства Российской Федерации по вопросам агропромышленного комплекса, природных ресурсов и экологии с 18 мая 2018 по 15 января 2020. Член Совета Безопасности Российской Федерации с 1 января по 28 мая 2018. Полномочный представитель президента Российской Федерации в Центральном федеральном округе (2017—2018). Губернатор Воронежской области с 12 марта 2009 по 25 декабря 2017 (временно исполняющий обязанности губернатора Воронежской области с 7 марта по 14 сентября 2014). Министр сельского хозяйства Российской Федерации с 19 августа 1999 по 26 февраля 2009 (исполняющий обязанности министра сельского хозяйства Российской Федерации с 1 января по 7 мая 2000, с 7 по 12 мая 2004 и с 8 по 12 мая 2008).
Доктор экономических наук (2000), профессор (2004), действительный член РАСХН (2005), академик РАН (2013).
Находится под персональными международными санкциями всех стран Европейского союза, Великобритании, США, Швейцарии, Австралии, Японии, Украины, Новой Зеландии.

## Биография

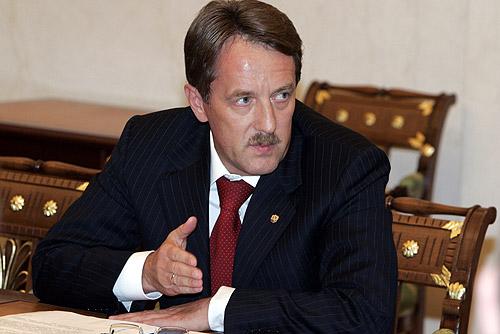
Министр сельского хозяйства России, 2007 год

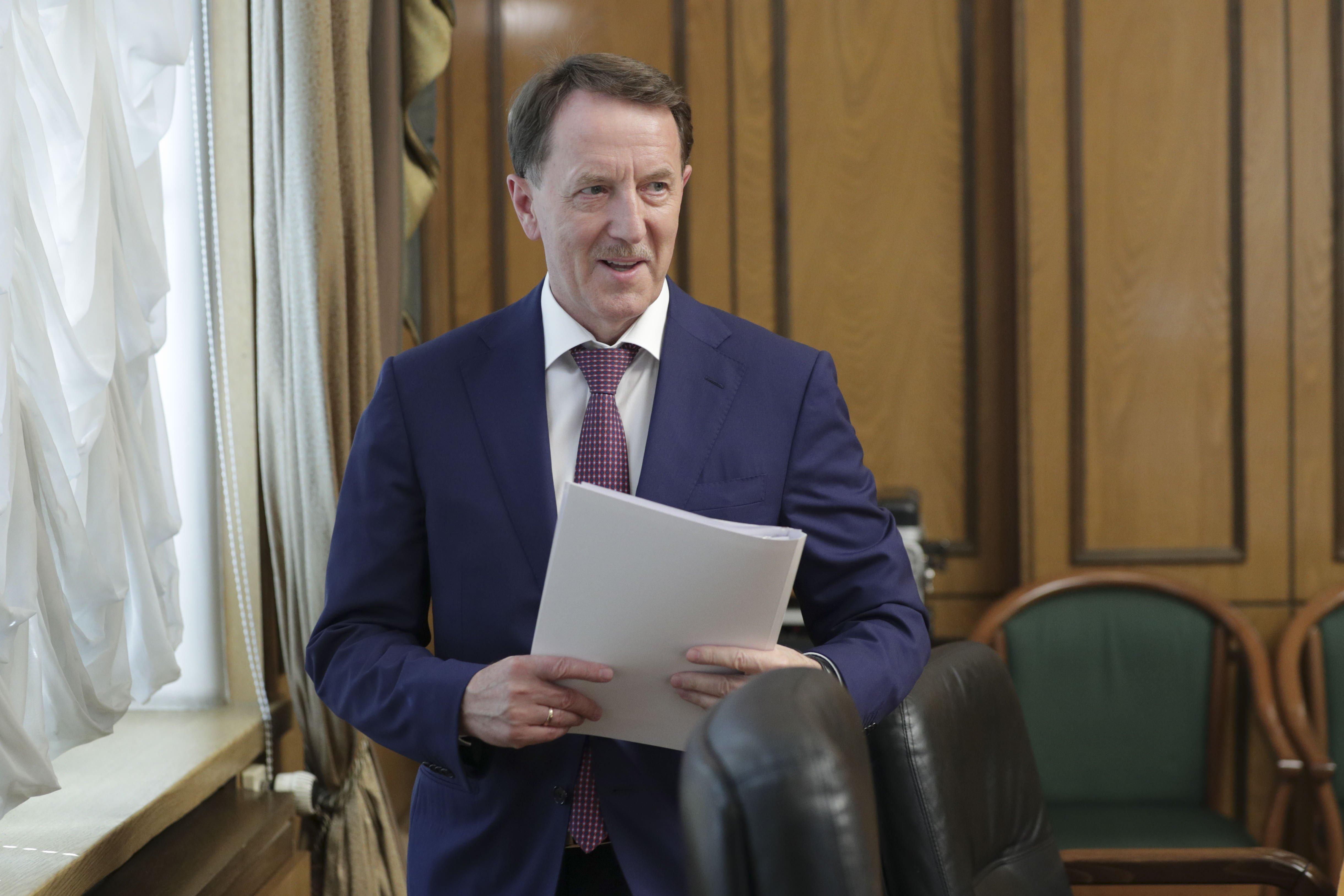
Заместитель Председателя Государственной Думы Алексей Гордеев, 2021 год

Родился в семье военнослужащего в городе Франкфурт-на-Одере (ГДР). С 3 лет жил на родине родителей в деревне Урядино Касимовского района Рязанской области. В 7 лет переехал в Магадан. Закончил магаданскую общеобразовательную школу № 1.
Окончил Московский институт инженеров железнодорожного транспорта по специальности «Строительство железных дорог, путь и путевое хозяйство», квалификация — «инженер путей сообщения-строитель» (1973—1978), Академия народного хозяйства при Совете Министров СССР по специальности «ведущий специалист управления» (1992).
По окончании института и службы в армии (1978—1980) в железнодорожных войсках в Хабаровском крае, где участвовал в строительстве Байкало-Амурской магистрали, с 1980 работал старшим прорабом СУ-4 Главмосстроя.
- В 1981—1986 годах — главный специалист, начальник отдела, затем заместитель начальника Главснаба Минплодоовощхоза РСФСР.
- В 1986 был назначен заместителем начальника Управления производства и распределения тары Госагропрома РСФСР. В том же 1986 был назначен заместителем генерального директора Агропромышленного комбината «Москва»[9].
- По окончании АНХ в 1992—1997 годах был заместителем главы администрации Люберецкого района Московской области[7].
- С 1997 начальник департамента экономики, член коллегии Минсельхозпрода России.
- С мая 1998 года — первый заместитель Министра сельского хозяйства и продовольствия Российской Федерации.
- В начале 1999 года Гордеев был избран заместителем председателя Аграрной партии России Михаила Ивановича Лапшина.
- 19 августа 1999 был назначен Министром сельского хозяйства и продовольствия Российской Федерации в правительстве В. В. Путина[10].
- С 1 января по 7 мая 2000 года — и. о. Министра сельского хозяйства и продовольствия Российской Федерации.
- 19 мая 2000 был назначен заместителем Председателя Правительства — Министром сельского хозяйства.

При непосредственном участии А. В. Гордеева велась работа над двумя аграрными законами: Земельным кодексом и законом «Об обороте земель сельскохозяйственного назначения» (2003). Разрешалась купля и продажа сельскохозяйственных земель, первоначально эта возможность была также у иностранных граждан, но затем их права урезали, и они могли взять землю в аренду не более чем на 49 лет. Новое законодательство требовало целевого использования сельскохозяйственных земель, в противном случае они могли быть изъяты.
При участии А. В. Гордеева в 2000 году был воссоздан Россельхозбанк со 100 % государственным капиталом. Гордеев стал председателем его наблюдательного совета. Благодаря деятельности банка началось формирование системы земельно-ипотечного кредитования.
- 25 мая 2002 в Ростове-на-Дону прошел Учредительный съезд Общероссийской общественной организации «Российское аграрное движение — РАД», где был избран его председателем.
- В 2008 году единственный из министров правительства РФ, открыто выразивший мнение против необходимости вступления России во Всемирную торговую организацию[13].
- С 25 мая по 29 ноября 2009 и с 9 апреля по 25 октября 2014 — член президиума Государственного совета Российской Федерации[14][15][16][17].
- 16 февраля 2009 года выдвинут Президентом Российской Федерации Дмитрием Анатольевичем Медведевым на пост губернатора Воронежской области.
- 26 февраля 2009 утверждён на посту губернатора Воронежской областной думой, депутаты которой проголосовали в поддержку кандидатуры Гордеева единогласно, и освобождён от должности министра сельского хозяйства[18].
- 12 марта 2009 официально вступил в должность.
- 7 марта 2014 года Владимир Путин назначил Гордеева временно исполняющим обязанности губернатора Воронежской области в связи с истечением срока его полномочий[19].
- 14 сентября 2014 года избран губернатором Воронежской области на второй срок, получив 89 % голосов избирателей. Явка на избирательные участки составила 57 %.
- 25 декабря 2017 года назначен полпредом президента в Центральном Федеральном округе[20]. Член совета Безопасности Российской Федерации с 1 января по 28 мая 2018 года[5][21].
- 18 мая 2018 года назначен Заместителем Председателя Правительства Российской Федерации по вопросам сельского хозяйства[22][10].
- 15 января 2020 года из-за отставки правительства ушёл с поста вице-премьера. В состав нового правительства, сформированного 21 января, включён не был[23].
- 12 февраля 2020 года получил мандат ушедшего в отставку депутата Государственной думы Геннадия Кулика[24]. Сразу же был выдвинут на пост вице-председателя Госдумы, заменит Сергея Неверова, который ушёл с этой должности, чтобы «сосредоточиться на работе во фракции». Утверждён в должности на пленарном заседании 13 февраля[25][26].

На выборах депутатов Государственной думы в 2021 году избирается от Воронежской области. Первый номер региональной группы Единой России.

### Деятельность на посту губернатора Воронежской области

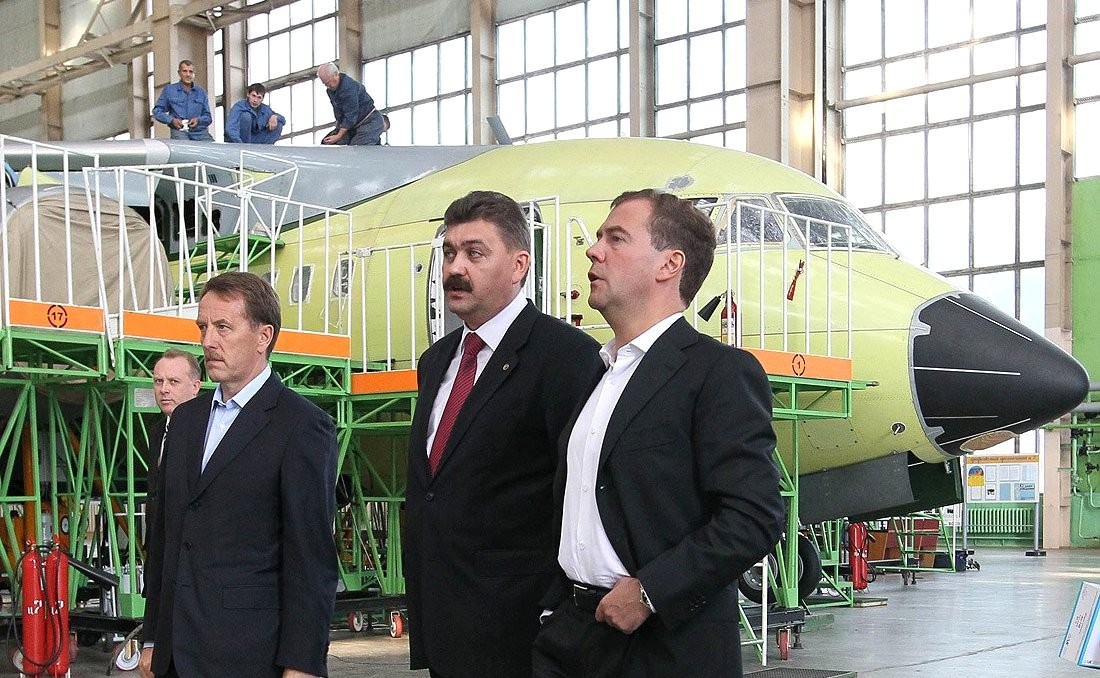
С президентом России Дмитрием Медведевым на Воронежском авиационном заводе, 2010 год

За почти девятилетний срок руководства А. В. Гордеева Воронежской областью валовой региональный продукт вырос с 301 млрд рублей до 950 млрд в 2017 году, стабильно увеличивался объём промышленного и сельскохозяйственного производства, строительства, повышались доходы населения и другие экономические показатели. В 2012 году Воронежская область по темпам прироста промышленного производства заняла первое место в Российской Федерации, в 2013 году промышленное производство выросло на 6,4 % (по России — на 0,3 %), объём сельскохозяйственного производства в регионе увеличился на 9,1 %, (по стране в целом — на 6,2 %), строительство выросло на 8,4 % (в России на 1,5 %).
В 2017 году Агентство стратегических инициатив составила рейтинг состояния инвестиционного климата, в котором Воронежская область поднялась на седьмое место в Российской Федерации.
В годы пребывания Гордеева на посту губернатора была принята программа по развитию сельской культуры в Воронежской области в 2011—2015 годы. В 2011 году был проведён Первый Международный Платоновский фестиваль, посвящённый памяти писателя Андрея Платонова. Лично Гордеев способствовал завершению многолетней реставрации театра драмы им. А. В. Кольцова, расположенного в центре Воронежа.

## Международные санкции
Из-за нарушения территориальной целостности и независимости Украины во время российско-украинской войны находится под персональными международными санкциями разных стран.
25 февраля 2022 года, на фоне вторжения России на Украину, включён в санкционный список стран Евросоюза в ответ на решение России признать территории Донецкой и Луганской областей Украины и на решение об отправке туда российских войск.
11 марта 2022 года внесён в санкционный список Великобритании «за признание независимости двух сепаратистских регионов в Украине».
30 сентября 2022 года был внесён в санкционный список США в ответ на «фиктивные референдумы» и «аннексию территорий Украины российскими оккупационными силами». Государственный департамент отмечает что депутаты единогласно приняли закон о фейках, а некоторые депутаты сыграли ключевую роль в распространении российской дезинформации о войне.
По аналогичным основаниям с 4 марта 2022 года находится под санкциями Швейцарии. С 12 апреля 2022 под персональными санкциями Японии. С 4 мая 2022 года находится под санкциями Австралии. Указом президента Украины Владимира Зеленского с 7 сентября 2022 года находится под санкциями Украины. С 12 октября 2022 года находится под санкциями Новой Зеландии.

## Собственность и доходы
Губернатор Алексей Гордеев заработал в 2016 году более 9,65 млн рублей. Алексей Гордеев задекларировал квартиру площадью 127 м², гараж на 31,4 м² и три легковых автомобиля советского производства — ГАЗ М20 «Победа», «Москвич-403» и ГАЗ-69а.
2 сентября 2021 года ФБК сообщил, что у семьи Гордеевых имеется недвижимость более чем на 1,5 миллиарда рублей, записанная на жену, сына и невестку Гордеева.

## Личная жизнь

### Семья
Женат, имеет сына и дочь.
Жена — Гордеева Татьяна Александровна, предприниматель, занимается сельским хозяйством. Награждена медалью императорского ордена Святой Анны «в воздаяние заслуг в деле возрождения и сохранения исторических традиций Отечества» за участие в реконструкции парка и дворцового комплекса замка принцессы Ольденбургской в Рамони, а также в реконструкции музея-усадьбы поэта Дмитрия Веневитинова в селе Новоживотинное Рамонского района.
Сын — Гордеев Никита Алексеевич (род. 1986) — депутат Рязанской областной думы V—VI созывов от «Единой России», член комитета по бюджету и налогам. Руководитель ряда компаний, занимающихся сельскохозяйственным бизнесом (Агрохолдинг «ОКААГРО»). Окончил в 2008 году МГУ им. М. В. Ломоносова, Французскую Бизнес-школу INSEAD.
Дочь — Гордеева (Маслова) Варвара Алексеевна (род. 1979). Окончила юридический факультет МГУ, кандидат юридических наук. Преподаватель юридического факультета МГУ.
Внуки — Иван, Василий, Алексей, Тихон.

### Увлечения
В 2004 году А. В. Гордеева избрали президентом Федерации дзюдо в России. В 2005 году — президентом Национального союза дзюдо. В 2009 году ушёл с поста главы федерации и союза дзюдо в связи с избранием на пост губернатора.
В молодости Гордеев имел спортивные разряды по гимнастике, плаванию, классической борьбе, в настоящее время летом увлекается плаванием, зимой — катанием на беговых лыжах. Его страстью также является конный спорт, у А. В. Гордеева есть собственная лошадь.
А. В. Гордеев активно участвовал в возвращении государству права на известные в советский период бренды.

## Награды
- Орден «За заслуги перед Отечеством» I степени (2025)[51]
- Почётный знак «Святитель Митрофан Воронежский» (21 февраля 2025, Воронежская область) — за активную общественную деятельность, направленную на популяризацию и укрепление традиционных жизненных ценностей, повышение уровня нравственности в обществе и в связи с 70-летием со дня рождения
- Юбилейная медаль «МПА СНГ. 30 лет» (16 ноября 2023, Межпарламентская ассамблея СНГ) — за заслуги в деле развития и укрепления парламентаризма, за вклад в развитие и совершенствование правовых основ функционирования Содружества Независимых Государств, укрепление международных связей и межпарламентского сотрудничества[52]
- Знак отличия «За заслуги перед Воронежской областью» (28 февраля 2020, Воронежская область) — за большой личный вклад в социально-экономическое развитие Воронежской области и в связи с 65-летием со дня рождения
- Орден Трудового Красного Знамени (2020, Монголия)[53]
- Почётное звание «Почётный гражданин Воронежской области» (26 декабря 2017, Воронежская область) — за безупречную эффективную работу в органах государственной власти и большой личный вклад в социально-экономическое развитие Воронежской области[54]
- Медаль «150 лет основания института судебных приставов» (3 июля 2015, Федеральная служба судебных приставов Российской Федерации)
- Почетный знак Воеводы Семёна Сабурова «Служение и долг» (Воронежская область, 17 апреля 2015) — за большой личный вклад в решение стратегических задач социально-экономического развития Воронежской области, многолетнюю плодотворную деятельность
- Орден Александра Невского (23 марта 2015) — за достигнутые трудовые успехи, многолетнюю добросовестную работу и активную общественную деятельность[55][56][6]
- Почётная медаль «За заслуги в деле защиты детей России» (17 октября 2014, Уполномоченный при Президенте Российской Федерации по правам ребенка) — за личный вклад в дело защиты детей[57]
- Медаль «За вклад в развитие Федеральной службы судебных приставов» (31 мая 2012, Федеральная служба судебных приставов Российской Федерации)[58]
- Орден «Имени К. Э. Циолковского» (21 апреля 2011, Федерация космонавтики России) — за вклад в разработку и реализацию проектов и программ исследований космического пространства, пропаганду истории и достижений отечественной космонавтики[59]
- Медаль Столыпина П. А. I степени (4 марта 2009, Правительство Российской Федерации) — за заслуги в разработке и реализации стратегии развития сельского хозяйства Российской Федерации и многолетний безупречный труд[60][61]
- Орден «За заслуги перед Калининградской областью» (19 января 2009, Калининградская область) — за большой вклад в развитие сельского хозяйства Калининградской области и многолетний добросовестный труд[62]
- Большой крест со звездой и плечевой лентой ордена «За заслуги перед Федеративной Республикой Германия» (2009, Федеративная Республика Германия)[63][64]
- Орден «За заслуги перед Отечеством» IV степени (17 сентября 2008) — за большой вклад в реализацию национального проекта «Развитие АПК»[65]
- Орден «Полярная Звезда» (7 марта 2008, Республика Саха (Якутия)) — за особые заслуги в социально-экономическом развитии и личный значительный вклад в укрепление агропромышленного комплекса республики[66]
- Орден «За заслуги перед Марий Эл» II степени (9 октября 2008, Республика Марий Эл) — за большой вклад в экономическое развитие республики[67]
- Медаль «За заслуги перед обществом» (26 ноября 2007, Алтайский Край) — за большие заслуги перед Алтайским краем, оказание практической помощи в решении вопросов развития агропромышленного комплекса края[68]
- Благодарность Президента Российской Федерации (1 сентября 2007) — за активное участие в подготовке и проведении кругосветного плавания учебного парусного судна «Крузенштерн»[69]
- Звание Герой Калмыкии с вручением Ордена Белого Лотоса (апрель 2007, Республика Калмыкия)[70]
- Медаль «За труды по сельскому хозяйству» (3 октября 2006) — за большой вклад в развитие сельского хозяйства и многолетний добросовестный труд[71]
- Медаль «За заслуги перед Чеченской Республикой» (2006, Чеченская Республика) — за большой вклад в восстановление и развитие агропромышленного комплекса республики[72]
- Медаль «Герой труда Ставрополья» (2006, Ставропольский края)[73]
- Орден «За заслуги перед Отечеством» III степени (28 февраля 2005) — за большой личный вклад в развитие отечественного агропромышленного комплекса и многолетний добросовестный труд[74]
- Почётная грамота Правительства Российской Федерации (28 февраля 2005) — за большой личный вклад в развитие агропромышленного комплекса и в связи с 50-летием со дня рождения[75]
- Знак отличия «За заслуги перед Москвой» (28 февраля 2005, Москва) — за большой личный вклад в обеспечение продовольственной безопасности города Москвы[76]
- Почётный знак Губернатора Самарской области «За труд во благо земли Самарской» (28 февраля 2005, Самарская область) — за большой личный вклад в развитие агропромышленного комплекса Самарской области[77]
- Почётная грамота Кабинета Министров Украины (9 марта 2004, Украина) — за весомый вклад в укрепление сотрудничества между Украиной и Российской Федерацией в области сельского хозяйства и по случаю празднования 50-летия начала освоения целинных и залежных земель[78]
- Орден Республики Тыва (2004, Республика Тыва)[79] — за многолетнее плодотворное сотрудничество и большой личный вклад в социально-экономическое развитие республики
- Благодарность Президента Российской Федерации (28 ноября 2003) — за большой вклад в подготовку и проведение Всемирной конференции по изменению климата[80]
- Орден Почёта (18 декабря 2001) — за высокие достижения в производственной деятельности, большой вклад в укрепление дружбы и сотрудничества между народами[81][9]
- Заслуженный экономист Российской Федерации (22 марта 1999) — за заслуги в области экономики и многолетнюю добросовестную работу[82][9]
- Медаль ордена «За заслуги перед Отечеством» II степени (6 августа 1997) — за заслуги перед государством и многолетний добросовестный труд[83][9]
- Орден «Преподобного Сергия Радонежского» II степени (РПЦ)[61].
- Заслуженный работник сельского хозяйства РФ[9]
- Медаль «В память 850-летия Москвы»[84]
- Медаль «В память 300-летия Санкт-Петербурга»[84]
- Медаль «За строительство Байкало-Амурской магистрали»[84]
- Медаль «За преобразование Нечерноземья РСФСР»[84]
- Почётный гражданин Касимовского района.

## Классный чин
- Действительный государственный советник Российской Федерации 1-го класса (3 марта 1999)